# Eunaticina margaritaeformis
Eunaticina margaritaeformis is een slakkensoort uit de familie van de Naticidae. De wetenschappelijke naam van de soort is voor het eerst geldig gepubliceerd in 1924 door Dall.